# Сугак Оксана Іванівна
Оксана Іванівна Сугак (? — ?) — українська радянська діячка, новатор сільськогосподарського виробництва, трактористка Капітанівської МТС та колгоспу «Зоря» Златопільського району Черкаської області, трактористка колгоспу «Росія» Маловисківського (тепер — Новомиргородського) району Кіровоградської області. Депутат Верховної Ради УРСР 4—6-го скликань.

## Біографія
Народилася в бідній селянській родині. Працювала колгоспницею в Златопільському районі Черкащини. Закінчила курси трактористів.
З 1933 по 1958 рік — трактористка Капітанівської машинно-тракторної станції (МТС) по колгоспу імені Молотова села Журавки Златопільського району Черкаської області. Збирала високі врожаї цукрових буряків, кукурудзи та пшениці.
З 1958 року — трактористка колгоспу «Зоря» села Журавки Златопільського району Черкаської області.
На 1963 рік — трактористка колгоспу «Росія» (потім — «Жовтень») смт. Капітанівки Маловисківського (тепер — Новомиргородського) району Кіровоградської області.
Мати сімох дітей.
Потім — на пенсії у смт. Капітанівці Новомиргородського району Кіровоградської області.

## Нагороди
- орден Трудового Червоного Прапора (26.02.1958)
- орден «Материнська слава» ІІІ ст.
- «Медаль Материнства» І ст.
- медалі